# جاستن هوستون
جاستن هوستون (بالإنجليزية: Justin Houston)‏ هو لاعب كرة قدم أمريكية أمريكي، ولد في 21 يناير 1989 في تشيكو في الولايات المتحدة.

## وصلات خارجية
- جاستن هوستون على موقع إي إس بي إن.كوم (أن.أف.أل)3
- جاستن هوستون على موقع مرجع كرة القدم المحترفة.كوم (الإنجليزية)